# Afrojack
Nick van de Wall (* 9. září 1987, Nizozemsko) je nizozemský hudební producent a DJ, též známý pod svou přezdívkou Afrojack. Narodil se a vyrůstal v městě Spijkenisse v Nizozemsku, stejně jako Vato Gonzalez nebo Sied van Riel. V roce 2014 se umístil na sedmém místě v žebříčku nejlepších 100 DJs časopisu DJ Mag. Rok před tím se v tomto žebříčku umístil na 19. místě, což bylo nejvyšší umístění nováčka.
Jeho skladba Take Over Control, kterou nazpívala nizozemská zpěvačka Eva Simons se umístila na žebříčku v několika zemích.

## Diskografie
- Forget the World (2014)